# Tycz cieśla

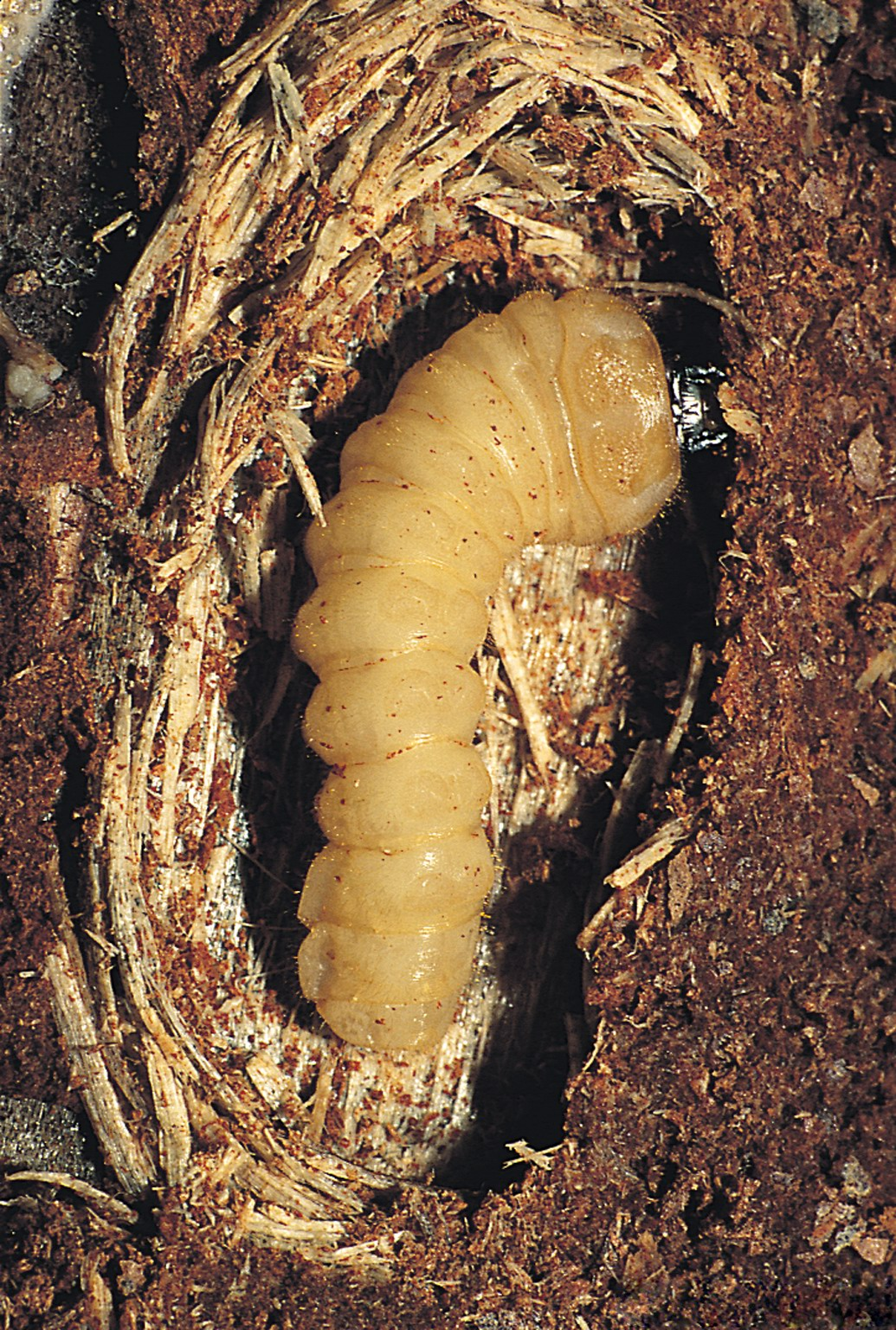
Larwa

Tycz cieśla (Acanthocinus aedilis) – gatunek chrząszcza z rodziny kózkowatych i podrodziny zgrzypikowych.

## Morfologia
Chrząszcz o ciele długości od 12 do 20 mm. U samca czułki są pięć razy dłuższe od ciała, a u samicy dwa razy dłuższe od ciała. Ubarwiony brunatnie, z szarym lub żółtawobrązowym nalotem. Przedplecze szersze niż dłuższe, z parą ostrych kolców po bokach i czterema plamkami żółtawych włosków w częściach górno-bocznych. Punktowanie około dwukrotnie dłuższych niż szerszych pokryw jest grube i ziarenkowane u nasady, zaś ku tyłowi coraz delikatniejsze. Przez pokrywy skośnie biegną dwie ciemne przepaski poprzeczne. Obie są zaznaczone z równą siłą. U samicy spod pokryw wystaje pokładełko. Pierwszy człon stóp odnóży tylnej pary nie jest dłuższy niż pozostałe człony razem wzięte. Nazwa owada pochodzi od odgłosów wydawanych przez zaniepokojone tycze, przypominających piłowanie drewna.

## Ekologia
Owady dorosłe spotkać można od marca do końca lipca, a niekiedy jesienią. Najliczniejsze są w kwietniu. Przebywają na nasłonecznionych częściach pni, pniaków i nieokorowanego drewna roślin żywicielskich. Aktywne są o zmierzchu i nocą, odżywiając się korą młodych pędów. Samice składają jaja w szparach kory martwych sosen, rzadziej jodeł, świerków, modrzewi. Z jaj wylęgają się larwy osiągające przed przepoczwarczeniem długość 40 mm. Żerują między korą a drewnem, tworząc rozgałęzione chodniki. Cykl rozwojowy trwa 1–2 lata.

## Występowanie
Tycz cieśla występuje w lasach iglastych, głównie sosnowych. Jest gatunkiem północnopalearktycznym. W Europie występuje od Pirenejów, Alp i północnych Bałkanów po jej krańce północne i Ural. W Azji rozprzestrzeniony przez Syberię, północną Mongolię, północne Chiny aż po Koreę i rosyjski Daleki Wschód, w tym Sachalin.